# Dysstroma proavia
Dysstroma proavia là một loài bướm đêm trong họ Geometridae.